# Torii Kiyomitsu

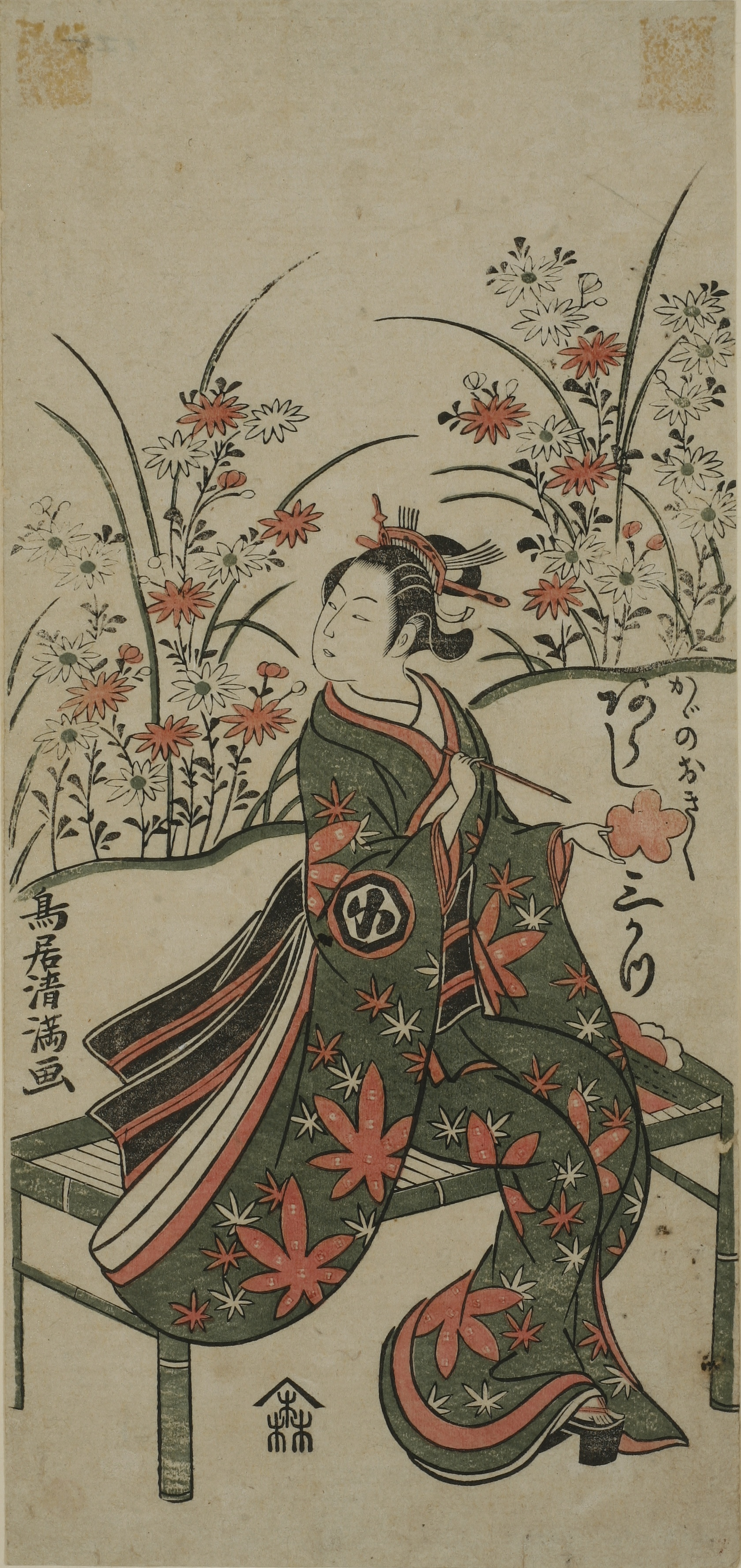
L'attore Arashi Sankatsu I nei panni di "Kaga no Okiku", 1763.

Torii Kiyomitsu (鳥居 清満?; 1735 – 1785) è stato un pittore e incisore giapponese, rappresentante del genere ukiyo-e.

## Biografia
Il suo nome reale era Kamejirō ed era figlio di Torii Kiyomasu II, membro della famosa scuola Torii, che gli fece da maestro ed a cui succedette come rappresentante della famiglia. Sposatosi nel 1752, ebbe una figlia nel 1755 e poi un maschio, mortogli prematuramente nel 1772. Rimasto senza eredi alla guida della scuola, il marito della figlia venne adottato ed assunse il nome Kamejirō, come il suocero da giovane. Questi in realtà era un tintore e continuare la tradizione della scuola ingaggiò artisti come Utagawa Toyoharu e l'allievo più talentuoso del suocero, Torii Kiyonaga, che fu il quarto Torii.
Nell'arte fu influenzato da Ishikawa Toyonobu nell'arte della stampa a tre colori, mentre in quelle policrome fu influenzato, come tutti i suoi contemporanei da Suzuki Harunobu.
Oltre a cartelloni e locandine per il teatro Kabuki, ha anche realizzato molte stampe e illustrazioni di attori "hosoban" per i romanzi popolari. Ha seguito fedelmente lo stile della scuola Torii nelle sue che tuttavia mancano di forza e vigore. Verso la fine degli '60 del XVIII secolo la sua produzione diminuì a causa della concorrenza di autori più realistici come Ippitsusai Bunchō e Katsukawa Shunshō.
Tra i suoi allievi figurano Torii Kiyotsune, Torii Kiyosato e Torii Kiyohiro.